# Nikephoros Synadenos
Nikephoros Synadenos (mittelgriechisch Νικηφόρος Συναδηνός; † 18. Oktober 1081 bei Dyrrhachion) war von 1080 bis 1081 kurzzeitig Thronfolger des byzantinischen Kaisers Nikephoros III.

## Leben
Kaiser Nikephoros III. hatte nach der Thronbesteigung am 24. März 1078  zur Legitimation seiner Herrschaft die Ehefrau das abgesetzten Kaisers Michael VII., Maria von Alanien, geheiratet. Deren etwa vierjähriger Sohn Konstantin verlor jedoch den Status eines Mitkaisers, weil Nikephoros die Wahl von dessen Braut Helena, der Tochter des normannischen Herzogs Robert Guiskard, missbilligte. Stattdessen wurde Nikephoros Synadenos, ein Neffe des Kaisers, im Jahr 1080 zum Nachfolger designiert. Anna Komnena bezeichnete diese Entscheidung als schweren Fehler, weil sie den Normannen einen Vorwand für einen Angriff auf das Byzantinische Reich gab. Maria von Alanien wandte sich von ihrem Ehemann ab und unterstützte den Staatsstreich des Feldherrn Alexios Komnenos, der am 4. April 1081 den byzantinischen Thron bestieg. Synadenos gehörte im Oktober 1081 zusammen mit Konstantios Dukas, Leon und Nikephoros Diogenes zu den jungen Generälen, die Alexios I. bei Dyrrhachion zum offenen Kampf gegen die Normannen drängten; er fiel in der Schlacht.